# Liste der Naturdenkmäler in Friedberg (Hessen)
Die Liste der Naturdenkmäler in Friedberg nennt die auf dem Gebiet der Stadt Friedberg, im Wetteraukreis (Hessen), gelegenen Naturdenkmäler. Sie sind nach dem Hessischen Gesetz über Naturschutz und Landschaftspflege (Hessisches Naturschutzgesetz – HAGBNatSchG) § 12 geschützt und bei der unteren Naturschutzbehörde des Wetteraukreises eingetragen. Die Liste entspricht dem Stand vom 31. Dezember 2019. Der „Speierling am Schützenhaus“ in Ockstadt ist laut Förderkreis Speierling der größte Speierling in Deutschland („Ockstädter Riese“). Der „Schriftfarn an der Schlossmauer“ in Ockstadt ist der einzige als Naturdenkmal ausgewiesene Farn im Kreisgebiet.
| Bild                          | Bezeichnung                                                        | Ortsteil, Lage | Beschreibung | Art         | Nr.     |
| ----------------------------- | ------------------------------------------------------------------ | --- | --- | ----------- | ------- |
| mehr Fotos \| Fotos hochladen | Linde an der Görbelheimer Mühle                                    | Bruchenbrücken, Flur 5, Flurstück 27 50° 18′ 48,2″ N, 8° 47′ 2,1″ O                                                  | Sommerlinde südlich der Görbelheimer Mühle (KD) an der L3351. Schutzgrund: alt. | Sommerlinde | 440.021 |
| mehr Fotos \| Fotos hochladen | Speierling                                                         | Dorheim, Flur 8, Flurstück 92 50° 20′ 44,4″ N, 8° 48′ 29,4″ O                                                        | Speierling in kleinem Wäldchen. Schutzgrund: Speierlinge als Naturdenkmal. | Speierling  | 440.201 |
| mehr Fotos \| Fotos hochladen | 3 Platanen am Burgeingang                                          | Friedberg, Flur 3, Flurstück 201/3 (VO), Flurstück 201/8 (tatsächlich) 50° 20′ 26,3″ N, 8° 45′ 15,2″ O               | Platanen hinter dem Südlichen Burgtor Friedberg (KD). Schutzgrund: alt, ortsbildprägend. | Platane     | 440.024 |
| mehr Fotos \| Fotos hochladen | Speierling am Amtsgericht                                          | Friedberg, Flur k. A., Flurstück k. A.(VO), Flur 29, Flurstück 109/6 (tatsächlich) 50° 19′ 42,1″ N, 8° 44′ 52,6″ O   | Speierling an der Homburger Straße 18. Schutzgrund: Speierlinge als Naturdenkmal. | Speierling  | 440.202 |
| mehr Fotos \| Fotos hochladen | Speierling auf dem Parkplatz Stadthalle, im Sommer 2022 abgegangen | Friedberg, Flur 26, Flurstück 175 (VO), Flurstück 175/1 (tatsächlich) 50° 20′ 2,7″ N, 8° 44′ 38,4″ O                 | Speierling zwischen Parkplatz der Stadthalle und Ockstädter Straße. Schutzgrund: Speierlinge als Naturdenkmal.                                                                               | Speierling  | 440.205 |
| mehr Fotos \| Fotos hochladen | Ginkgo                                                             | Friedberg, Flur 6, Flurstück 81/1 (VO), Flur 5, Flurstück 81/1 (tatsächlich) 50° 19′ 57,8″ N, 8° 45′ 5,6″ O          | Ginkgo an der Kaiserstraße 167 nördlich vom Wohnhaus Dr. August Trapp (KD). Schutzgrund: Schönheit, ortsbildprägend.                                                                         | Ginkgo      | 440.204 |
| mehr Fotos \| Fotos hochladen | Schriftfarn an der Schlossmauer                                    | Ockstadt, Flur 1, Flurstück 424/1, 411/16 (VO), Flurstück 424/1, 411/18 (tatsächlich) 50° 19′ 52,3″ N, 8° 43′ 9,3″ O | Schriftfarn an der Mauer von Schloss Frankenstein (KD). Schutzgrund: selten. | Schriftfarn | 440.132 |
| mehr Fotos \| Fotos hochladen | 2 Eiben am Schloss                                                 | Ockstadt, Flur 1, Flurstück 411/14 50° 19′ 52,3″ N, 8° 43′ 15,7″ O                                                   | Eiben östlich des Schlosses. Schutzgrund: seltene Art. | Eibe        | 440.025 |
| mehr Fotos \| Fotos hochladen | Speierling in den Wendelgärten                                     | Ockstadt, Flur 2, Flurstück 10 50° 20′ 11,8″ N, 8° 43′ 18,6″ O                                                       | Speierling auf einer Obstwiese nördlich von Ockstadt. Schutzgrund: Rote-Liste-Art. | Speierling  | 440.123 |
| mehr Fotos \| Fotos hochladen | Speierling am Schützenhaus                                         | Ockstadt, Flur 3, Flurstück 337/1 50° 19′ 54,6″ N, 8° 42′ 23,6″ O                                                    | Speierling am Kirschenberg nördlich der Siedlung Ockstadt West. Größter Speierling in Deutschland (Förderkreis Speierling). Dickster Speierling in Deutschland. Schutzgrund: Rote-Liste-Art. | Speierling  | 440.121 |
| mehr Fotos \| Fotos hochladen | Speierling östl. Hollarkappel                                      | Ockstadt, Flur 2, Flurstück 124 (VO), Flurstück 123 (tatsächlich) 50° 20′ 23,9″ N, 8° 43′ 12,7″ O                    | Speierling 220 m östlich der Hollarkapelle. Schutzgrund: Speierlinge als Naturdenkmal. | Speierling  | 440.208 |
| mehr Fotos \| Fotos hochladen | Speierling auf dem oberen Kirschberg                               | Ockstadt, Flur 3, Flurstück 51 50° 20′ 6,9″ N, 8° 42′ 22,7″ O                                                        | Speierling auf einer Obstwiese westlich von Ockstadt. Schutzgrund: Speierlinge als Naturdenkmal.                                                                                             | Speierling  | 440.209 |
| mehr Fotos \| Fotos hochladen | Elsbeere an der Raketenstation                                     | Ockstadt, Flur 2, Flurstück 650/3 50° 20′ 26,2″ N, 8° 42′ 41,9″ O                                                    | Elsbeere nahe dem FFH-Gebiet 'Übungsplatz bei Ockstadt'. Schutzgrund: Landschaftsprägender Einzelbaum mit besonderer Größe.                                                                  | Elsbeere    | 440.271 |
| mehr Fotos \| Fotos hochladen | Alteiche am Löwenhof                                               | Ockstadt, Flur 31, Flurstück 135 50° 19′ 6″ N, 8° 41′ 57,4″ O                                                        | Alte Eiche am Straßbach nordöstlich des Löwenhofs (KD). Schutzgrund: Großer landschaftsprägender Einzelbaum mit mächtigem Stamm und Kronenwuchs.                                             | Stiel-Eiche | 440.269 |
| mehr Fotos \| Fotos hochladen | Speierling am Ossenheimer Wäldchen                                 | Ossenheim, Flur 7, Flurstück 22 50° 19′ 24,2″ N, 8° 48′ 2,7″ O                                                       | Speierling am Waldrand. Schutzgrund: Speierlinge als Naturdenkmal. | Speierling  | 440.210 |
| mehr Fotos \| Fotos hochladen | Speierling                                                         | Ossenheim, Flur 4, Flurstück 248 50° 19′ 16,8″ N, 8° 47′ 28,5″ O                                                     | Speierling in einer Gruppe von fünf Speierlingen in einem Wäldchen am Südwestrand des Dorfes, südwestlicher Baum. Schutzgrund: Speierlinge als Naturdenkmal.                                 | Speierling  | 440.211 |
| mehr Fotos \| Fotos hochladen | Speierling                                                         | Ossenheim, Flur 4, Flurstück 248 50° 19′ 16,6″ N, 8° 47′ 29,1″ O                                                     | Speierling in einer Gruppe von fünf Speierlingen in einem Wäldchen am Südwestrand des Dorfes, südöstlicher Baum. Schutzgrund: Speierlinge als Naturdenkmal.                                  | Speierling  | 440.212 |
| mehr Fotos \| Fotos hochladen | Speierling                                                         | Ossenheim, Flur 4, Flurstück 248 50° 19′ 17,3″ N, 8° 47′ 28,8″ O                                                     | Speierling in einer Gruppe von fünf Speierlingen in einem Wäldchen am Südwestrand des Dorfes, nordwestlicher Baum. Schutzgrund: Speierlinge als Naturdenkmal.                                | Speierling  | 440.213 |
| mehr Fotos \| Fotos hochladen | Speierling                                                         | Ossenheim, Flur 4, Flurstück 248 50° 19′ 17,1″ N, 8° 47′ 29,3″ O                                                     | Speierling in einer Gruppe von fünf Speierlingen in einem Wäldchen am Südwestrand des Dorfes, nördlich mittiger Baum. Schutzgrund: Speierlinge als Naturdenkmal.                             | Speierling  | 440.214 |
| mehr Fotos \| Fotos hochladen | Speierling                                                         | Ossenheim, Flur 4, Flurstück 248 50° 19′ 17″ N, 8° 47′ 29,9″ O                                                       | Speierling in einer Gruppe von fünf Speierlingen in einem Wäldchen am Südwestrand des Dorfes, nordöstlicher Baum. Schutzgrund: Speierlinge als Naturdenkmal.                                 | Speierling  | 440.215 |
| mehr Fotos \| Fotos hochladen | Eiche an der Grundschule                                           | Ossenheim, Flur, Flurstück (VO), Flur, Flurstück (tatsächlich) 50° 19′ 37″ N, 8° 47′ 44,9″ O                         | Eiche an der Schule (KD). Schutzgrund: Großer ortsbildprägender Einzelbaum mit einer besonderen Größe und einer mächtigen Krone.                                                             | Eiche       | 440.272 |

Der Speierling in Friedberg (Nr. 440.203) ist abgestorben, der Speierling in Ockstadt (Nr. 440.207) wurde durch einen Sturm entwurzelt, und die Platane in Bruchenbrücken (Nr. 440.187) musste notgefällt werden. Diese Naturdenkmäler wurden aus der Liste gelöscht. Die landschaftsprägende Linde „An der Hollarkapelle“ in Ockstadt (Nr. 440.026) verlor am 5. Juli 2015 in Sturmböen zwei große Äste. Starker Mistel- und Pilzbefall verhinderten weitere Pflegemaßnahmen und der Baum wurde gefällt. Sie wurde per VO aus der Liste der Naturdenkmäler im Wetteraukreis entfernt.